# Parc de Boa Vista
Le Parc de Boa Vista (en portugais : Quinta da Boa Vista) est un jardin public de la ville de Rio de Janeiro, au Brésil. Au XIXe siècle, le parc de Boa Vista faisait partie des jardins du palais de Saint-Christophe, résidence officielle de la famille impériale du Brésil. Il abrite aujourd'hui le jardin zoologique de Rio de Janeiro et le Musée national de l'université fédérale de Rio de Janeiro.

## Géographie
Ce parc a une superficie de environ 155 000 mètres carrés dans la zone Nord de Rio de Janeiro

## Biodiversité
Avec de grands espaces verts avec des arbres centenaires ce parc est une icone de Rio de Janeiro notamment avec ses :
- Palmiers impériaux  (Roystonea oleracea), plantés à l’époque impériale
- Ficus (Ficus elastica), arbres aux grandes racines
- Ipês  (Handroanthus), arbres emblématiques du Brésil
- Jaquiers (Artocarpus heterophyllus), produisant de grandes jacques
- Bambou géant, qui forment des tunnels végétaux

- Plantes aquatiques dans les lacs, comme les nymphéas